# Branimir Mlačić
Branimir Mlačić (Split, 12. ožujka 2007.) hrvatski je nogometaš koji igra na poziciji braniča. Trenutačno nastupa za Hajduk Split.
Mlačić je rođen u Splitu 2007. godine, a odrastao je na Čiovu gdje još uvijek živi s obitelji. 

## Klupska karijera
Nogometnu karijeru započeo je u mlađim kategorijama Trogira 1912, gdje je stekao prve nogometne vještine. Mlačić je prošao kroz sve uzrasne kategorije Hajduka, a njegov prvi trener u klubu bio je Danijel Vušković, otac nogometaša Marija i Luke Vuškovića.
Svoj profesionalni debi ostvario je u sezoni 2025./26. pod vodstvom trenera Gonzala Garcíje. García je zbog ozljede Marina Skelina, Mlačiću pružio priliku u prvoj momčadi.
Prvi put je igrao je 31. srpnja 2025. godine u europskim kvalifikacijama protiv azerbajdžanskog kluba Zire na Poljudu. Odigrao je pune 90 minuta i pomogao momčadi do pobjede 2:1.
Prvi put je igrao u prvenstvu 3. kolovoza 2025. protiv Istre 1961, kada je Hajduk pobijedio 2:1.

## Vanjske poveznice
- Profil, Hrvatski nogometni savez